# Newcastle KB United
El Newcastle KB United fue un equipo de fútbol de Australia que jugó en la National Soccer League, la desaparecida primera división nacional.

## Historia
Fue fundado en el año 1977 en la ciudad de Newcastle, Australia, siendo el primer equipo de la ciudad en participar a nivel nacional, debutando al año siguiente. El Newcastle KB United era patrocinado por Tooths Breweries (sección del KB tag) y llegó a la NSL con récords de asistencia en fase regular. Llegaron jugadores de renombre al club como Bobby Charlton en 1978, Paul Reaney en 1980 y Craig Johnston en 1978 y 1982.
Newcastle fue un equipo que regularmente estaba en las posiciones intermedias de la tabla y su mayor honor llegó en 1984 cuando vencieron al Melbourne Knights y ganaron la copa nacional por 1–0, jugando como el recién creado Newcastle Rosebud United. El gol fue anotado por Derek Todd.
La licencia del KB United fue tomada por el equipo del norte de New South Wales los Adamstown Rosebuds en 1984 luego del colapso del Newcastle KB United. Los Rosebuds pasaron a llamarse Newcastle Rosebud United cuando llegaron a la NSL. Fueron excluidos de la NSL al final de 1986 cuando el equipo fue reorganizado y regresaron a la NNSW League.
Pasaron cinco años para que otro equipo de Newcastle jugara en la National Soccer League cuando apareció el recién formado Newcastle Breakers FC

## Palmarés
- National Knockout Cup (1): 1984
- Prime Minister's Cup (1): 1982

## Temporadas
| Año   | Posición | Copa | Asistencia Promedio |
| ----- | -------- | ---- | ------------------- |
| 1978  | 11 (14)  | 3    | 8500                |
| 1979  | 6 (14)   | 3    | 10200               |
| 1980  | 6 (14)   | 9    | 6400                |
| 1981  | 10 (16)  | 29   | 5300                |
| 1982  | 12 (16)  | 9    | 4400                |
| 1983  | 5 (16)   | 5    | 2900                |
| 1984~ | 8 (12)   | 1    | 1700                |

~ La NSL se dividió en 2 conferencias con el Newcastle Admastown Rosebud en el norte.